# Glyptomorpha dubia
Glyptomorpha dubia är en stekelart som beskrevs av Gyöö Viktor Szépligeti 1908. Glyptomorpha dubia ingår i släktet Glyptomorpha och familjen bracksteklar. Inga underarter finns listade i Catalogue of Life.